# Eglė la regina dei serpenti

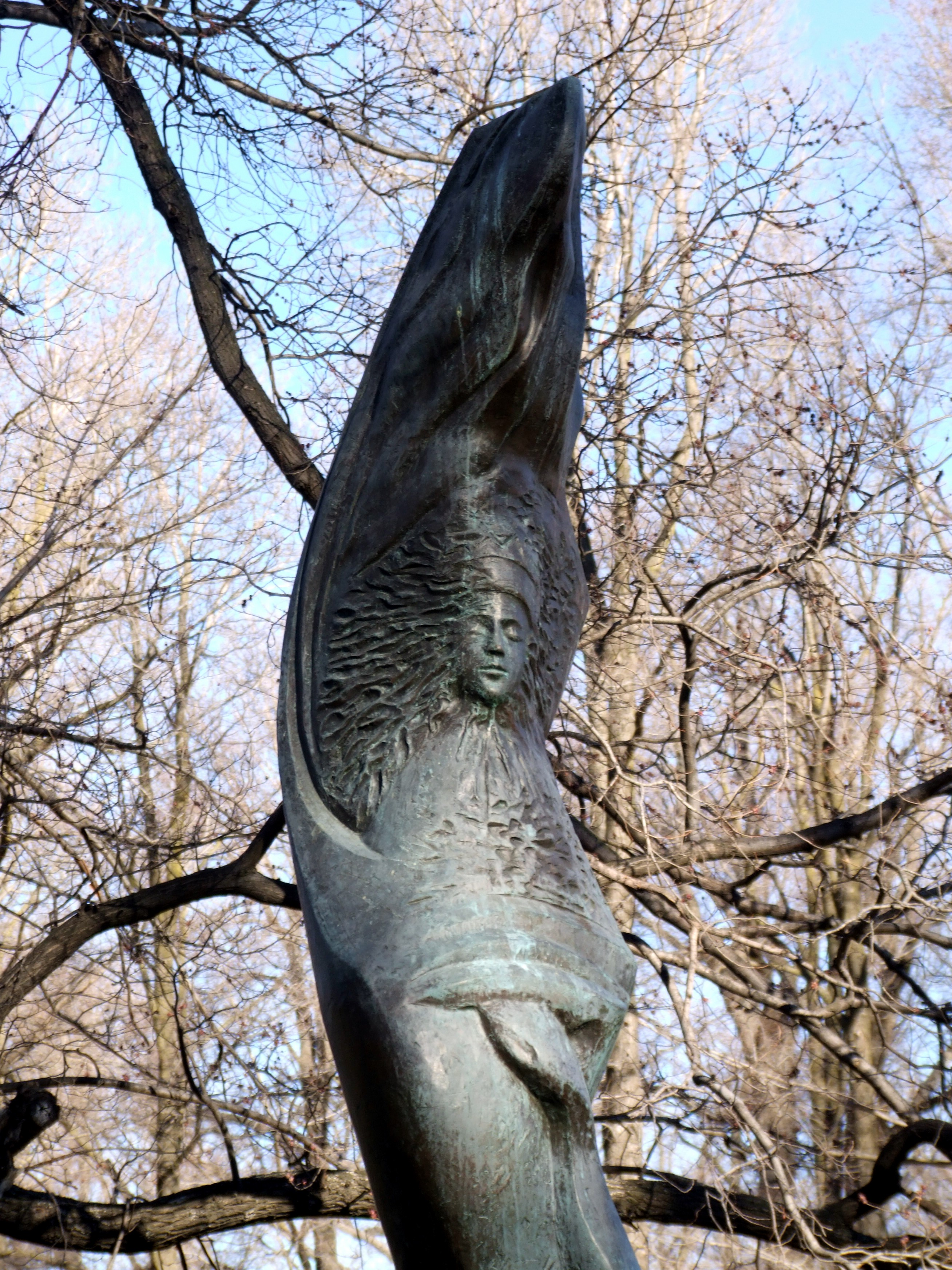
Statua di Eglė la regina dei serpenti, presso Glebe Park a Canberra

Eglė la regina dei serpenti o, in alternativa, Eglė la regina delle bisce (in lituano: Eglė žalčių karalienė), è un racconto popolare della Lituania.
Si tratta di una delle fiabe lituane più famose e più ricca di riferimenti alla mitologia baltica. Sono state raccolte oltre cento versioni leggermente divergenti della trama: il suo contesto mitologico ha suscitato l'interesse di ricercatori lituani e stranieri appassionati di mitologia indoeuropea; Gintaras Beresnevičius lo considerava un esempio di mito teogonico lituano. Il racconto presenta non solo la metamorfosi dalla forma umana a quella rettilea, ma anche quella irreversibile in albero. Anche il numeroso riferimento a dei precisi numeri emerge spesso nel corso della narrazione: dodici figli, tre figlie, tre giorni, tre trucchi, tre settimane di festa, nove anni sotto il giuramento di matrimonio, tre compiti affidati a Eglė dal marito da adempiere, nove giorni di visita, ecc.).
Eglė è sia un nome femminile popolare in Lituania sia un termine adoperato per indicare i pecci (Picea). Uno dei personaggi principali di questa fiaba è una biscia (in lituano žaltys), ma poiché sembra abitare la laguna adiacente al mare (in lituano: marios), la parola potrebbe altresì riferirsi a un mitico serpente acquatico o a un'anguilla europea (Anguilla anguilla).

## Sinossi
La storia presenta diverse sezioni, le quali variano a seconda della versione in questione: tuttavia, un filo rosso le unisce tutte.
Una giovane fanciulla di nome Eglė scoprì una biscia nella manica della sua veste dopo aver fatto il bagno con le sue due sorelle. La posizione esatta del luogo in cui facevano il bagno non viene rivelata. Essendo in grado di esprimersi con voce umana, la biscia dichiarò alla donna che se ne sarebbe andata solo dopo che Eglė si fosse impegnata a sposarsi con il rettile. Sebbene scioccata, sconvolta, esitante (come può lei, una persona, sposare una biscia?), la fanciulla decise di sbarazzarsi del fastidioso animale accettando di sposarsi, pur non comprendendo appieno lì per lì le potenziali conseguenze e la gravità della sua situazione. Tre giorni più tardi, migliaia di bisce marciarono nel cortile della casa dei suoi genitori a rivendicare Eglė come sposa del loro padrone e futura regina, ma i parenti della ragazza tentarono di ingannarli consegnando un'oca, una pecora e poi una mucca. Sul viaggio di ritorno, un cuculo, seduto sulla betulla, le avvisò dell'inganno e, irate, le bisce tornarono un'altra volta minacciando tutti di carestie, diluvi o siccità. Quando, per l'ennesima volta, i rettili giunsero a casa di Eglė, essi presero infine con sé la donna per condurla sul fondo della laguna marina dove viveva il loro re.
Invece di incontrare un rettile in riva al mare, Eglė incontrò il suo sposo Žilvinas nella forma di un uomo di bell'aspetto, conosciuto come il Principe Biscia. I due si trasferirono sull'isola vicina e lì - al di sotto del fondale del mare, si trovava un palazzo di grandi dimensioni - la nuova casa per l'eternità di Eglė. La festa durò tre settimane, dopodiché la coppia visse felicemente insieme. Eglė ebbe quattro figli: tre figli (Ąžuolas (Quercia), Uosis (Frassino) e Beržas (Betulla), e una figlia più giovane Drebulė (Pioppo Tremulo). Eglė si dimenticò quasi della sua patria, ma un giorno, dopo essere stata interrogata dal figlio maggiore Ąžuolas sui suoi genitori, decise di fare loro visita. Tuttavia, Žilvinas (forse avendo in maniera inconscia paura di perdere sua moglie o intuendo il suo destino) le negò il permesso di lasciare il palazzo se non avesse compiuto tre imprese impossibili: filare un infinito ciuffo di seta, consumare un paio di scarpe di ferro e cuocere una crostata senza utensili da cucina. Dopo aver ricevuto un consiglio dalla maga (un potenziale rinvio alla Signora del mare o Signora della caverna) ed essere riuscita a completare gli incarichi, Žilvinas, con riluttanza, lasciò partire Eglė e i bambini. Prima che ciò avvenisse, la donna insegnò ai figli come chiamare il padre affinché esca dalle profondità del mare e di non rivelare il segreto a nessun altro.

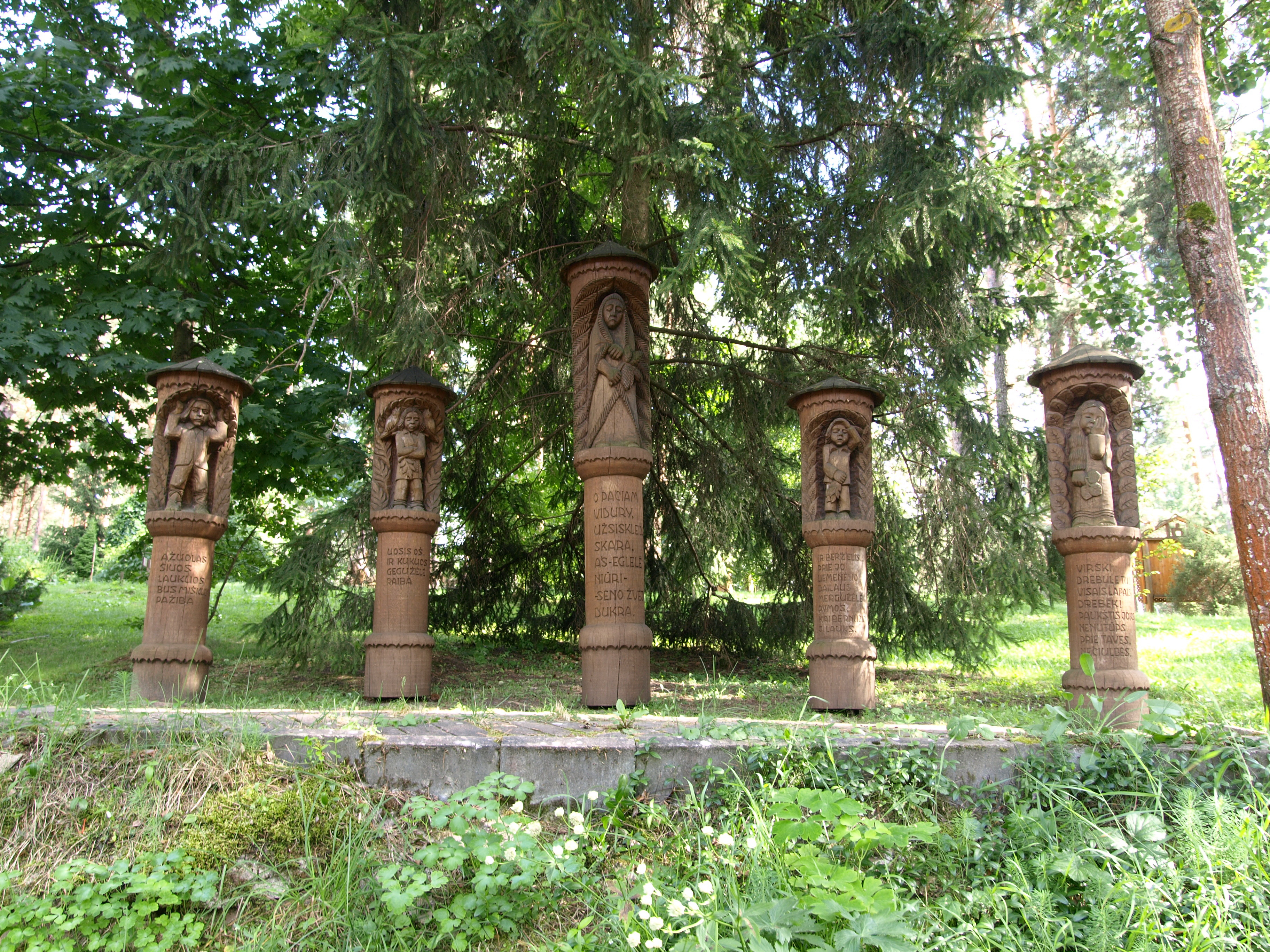
Statue di legno raffiguranti la regina Eglė e i suoi figli nella "foresta degli echi" di Druskininkai

Quando i parenti la videro tornare a casa dopo tutto quel tempo, non desideravano lasciarla tornare in mare e decisero di uccidere Žilvinas. Innanzitutto, i figli vennero minacciati e picchiati dai loro zii, nel tentativo di fargli svelare come convocare il padre; tuttavia, questi rimasero in silenzio e non lo tradirono. Alla fine, una delle figlie più spaventate rivelò la formula cantandola:
Se (sei) vivo, possa il mare spumare latte
Se (sei) morto, possa il mare spumare sangue ...»
Tutti i dodici fratelli di Eglė chiamarono il principe Biscia dal mare e lo uccisero usando le falci, senza però dire alcunché al riguardo alla sorella sul riprovevole crimine appena consumatosi. Dopo nove giorni, la fanciulla giunse in riva al mare e chiamò il marito, senza che nessuno rispondesse e notando però del sangue tra la spuma. Quando Eglė riuscì ad avvertire in qualche modo la voce del marito morto e scoprì il suo assassinio, lo sentì inoltre sussurrarle un incantesimo, il quale avrebbe trasformato la figlia che lo aveva fatto risalire in superficie in un pioppo tremulo. Da allora in poi, tutti i membri della famiglia ancora sopravvissuti divennero degli alberi: una quercia, un frassino e una betulla. Eglė stessa venne trasformata in un peccio.

## Commento
Secondo Bernard Sergent, "il matrimonio tra uomo e animale è l'unione quanto più remota possibile che possa esservi dall'incesto. Rispetto a un normale matrimonio, avvenuto tra esseri umani ma di un'altra stirpe o di un altro villaggio, cioè dipendente da fattori sociali, si devono considerare due ipotesi: l'endogamia e l'esogamia. L'incesto costituisce la forma massima di endogamia, il matrimonio animale è invece un'esogamia esagerata".
Sebbene non sia possibile stabilire con certezza l'ora e il luogo di origine precisi, il mito lituano è stato confrontato con storie simili dei nativi americani (Wajãpi, Yamana e Coos), che potrebbero essere il risultato di un antico motivo eurasiatico settentrionale ereditato in cui si parla di donne che sposano un animale acquatico, violando le leggi umane sull'esogamia e collegando il mondo terrestre con quello acquatico.

## Riferimenti culturali

Eglė e la statua del principe Biscia a Palanga

Il racconto fu pubblicato per la prima volta da M. Jasewicz nel 1837.
Salomėja Nėris, una poetessa lituana, ha scritto una lirica intitolata Eglė žalčių karalienė (1940), nella quale si riprendono alcuni degli aspetti principali del racconto.
Una scultura in bronzo raffigurante Eglė e il serpente di Robertas Antinis è stata costruita nel giardino botanico di Palanga, in Lituania nel 1960.
Il balletto Eglė žalčių karalienė di Eduardas Balsys e numerosi altri spettacoli sono stati messi in scena in vari teatri lituani, per la prima volta nel 1960, diretti da Juozas Gustaitis.